# Mária Jendrejčáková
Mária Jendrejčáková (* 1. ledna 1959) byla slovenská a československá politička a bezpartijní poslankyně Sněmovny lidu Federálního shromáždění za normalizace.

## Biografie
K roku 1986 se profesně uvádí jako švadlena. Pracovala v podniku Vzorodev Stará Ľubovňa. Ve volbách roku 1986 zasedla do Sněmovny lidu (volební obvod č. 197 - Stará Ľubovňa, Východoslovenský kraj). Ve Federálním shromáždění setrvala konce funkčního období, tedy do svobodných voleb roku 1990. Netýkal se jí proces kooptací do Federálního shromáždění po sametové revoluci.